# Antti Pihlström
Antti Sakari Pihlström (* 22. října 1984, Vantaa) je bývalý finský lední hokejista, křídelní útočník. V současnosti hraje finskou nejvyšší soutěž v klubu Helsinky IFK. S finskou reprezentací vyhrál mistrovství světa v roce 2011, získal stříbro na mistrovství světa 2016 a bronz na olympijských hrách v Soči roku 2014 a na světovém šampionátu v roce 2008. Hrál též na MS 2010 (6. místo), MS 2012 (4. místo), MS 2013 (4. místo), MS 2015 (6. místo) a MS 2017 (4. místo). Finskou nejvyšší soutěž hrál také za Kiekko-Espoo, SaiPa Lappeenranta, JYP Jyväskylä a Hämeenlinnan Pallokerho. V zámoří hrál AHL za Milwaukee Admirals a NHL za Nashville Predators (54 zápasů), jednu sezónu strávil ve švédské nejvyšší soutěži v dresu Färjestads BK, okusil i švýcarskou vrcholnou soutěž jako hráč Fribourg-Gottéron, nejvíce sezón však strávil v KHL, v klubech Salavat Julajev Ufa, CSKA Moskva a Jokerit Helsinky. Jeho bilance v KHL je 415 utkání, 134 bodů a 72 branek. Od roku 2021 se též závodně věnuje klusáckým dostihům.